# Arditi (Freischärler)

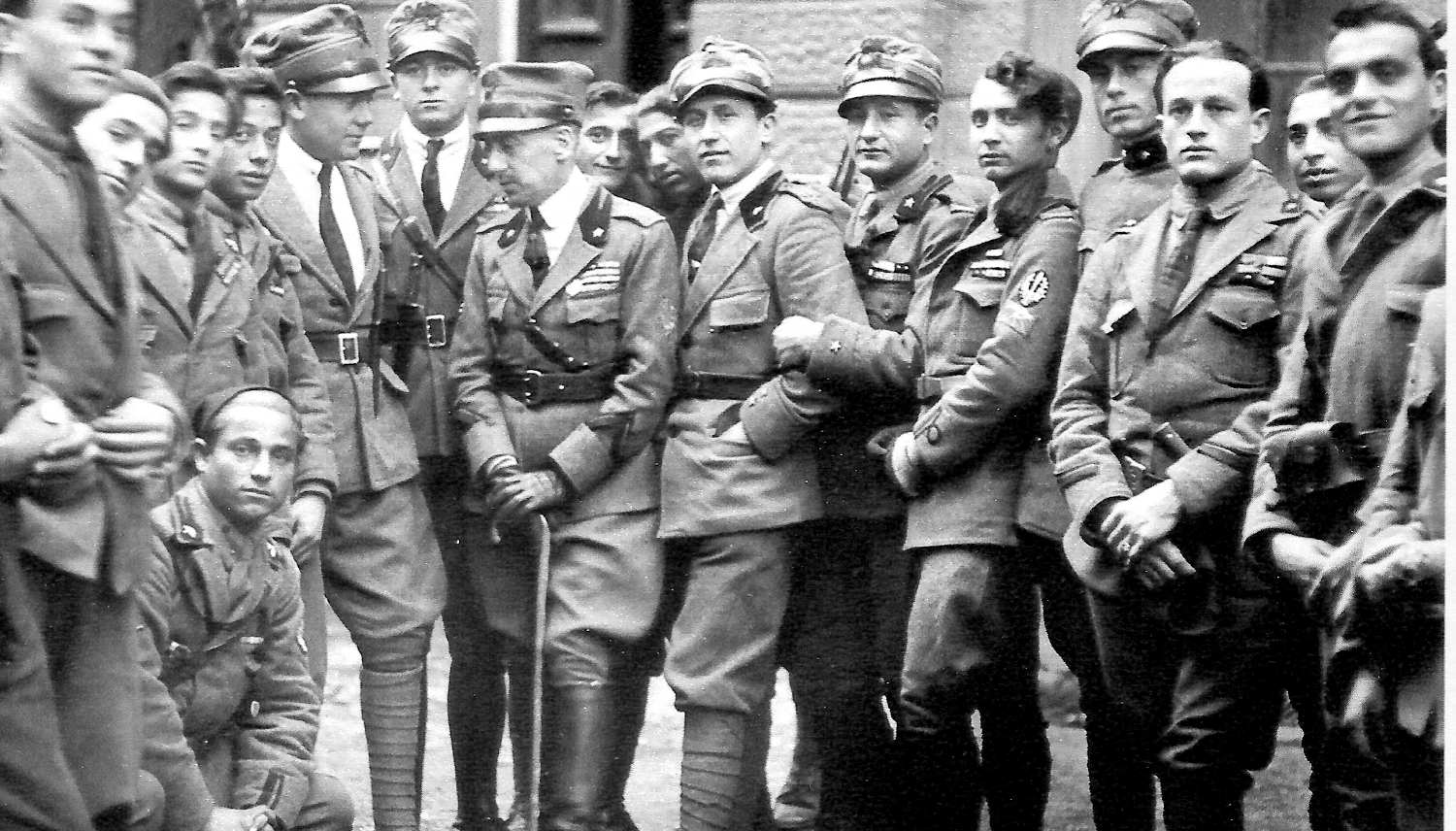
Arditi in Fiume 1919. D’Annunzio mit Gehstock in der Mitte

Arditi (von ital. ardito, dt. „kühn“, „mutig“) war unter anderem die Bezeichnung von italienischen Freischärlern, die den Nationalisten, Kriegsveteranen und Schriftsteller Gabriele D’Annunzio 1919 und 1920 bei der Besetzung der Stadt Fiume unterstützten. Die Stadt gehört heute zu Kroatien und trägt den Namen Rijeka.
Zusammen mit vielen Freischärlern D’Annunzios unterstützten auch andere Gruppierungen mit dem Namen Arditi Benito Mussolini bei dessen Machtergreifung. Sie trugen zur Entstehung der faschistischen Schwarzhemden bei.

## Geschichte

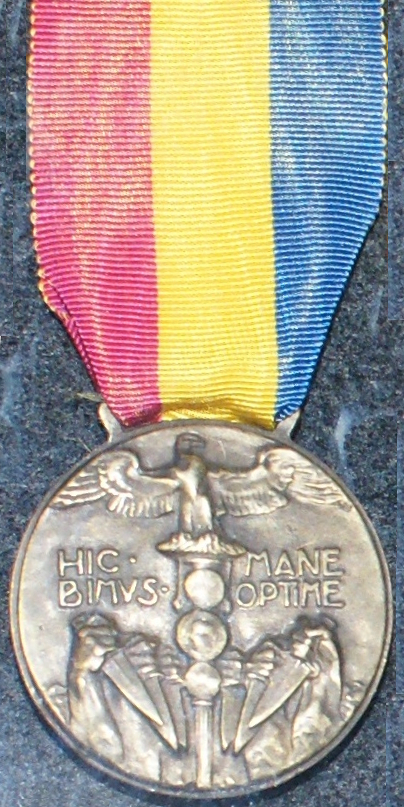
Fiume-Medaille

### Fiume
Nach dem Ersten Weltkrieg wurden Italien auf der Pariser Friedenskonferenz 1919 beträchtliche Gebietsgewinne zugestanden. Verschiedene nationalistische Kreise zeigten sich mit diesen Zugewinnen nicht befriedigt. Insbesondere die neue Nordostgrenze in Julisch Venetien stieß auf Widerstand. Begründet wurden die zusätzlichen Ansprüche mit der Geschichte der Republik Venedig, die weite Teile Dalmatiens jahrhundertelang beherrscht hatte. Anfang und Mitte des 20. Jahrhunderts lebte an der dalmatinischen Adriaküste noch eine große italienische Volksgruppe, die sich insbesondere in den Städten konzentrierte und das wirtschaftliche und kulturelle Leben prägte. In den ländlichen Gebieten hingegen überwog die kroatische Bevölkerung. Aus diesem Grund war eine klare nationalstaatliche Grenzziehung in Istrien und Dalmatien nicht möglich.
Obwohl die Stadt Fiume nur für relativ kurze Zeit venezianisch gewesen war, lebten auch dort mehrheitlich italienischsprachige Bürger. Wegen dieser Bevölkerungsstruktur (und auch wegen der wirtschaftlichen Bedeutung des Hafens) forderte der italienische Irredentismus den Anschluss Fiumes an Italien. Gabriele D’Annunzio begann in Rom mit einer Kampagne für den Anschluss Fiumes und traf dabei auf große Zustimmung unter vielen Kriegsveteranen, insbesondere unter den ehemaligen Angehörigen der Arditi, einer 1917 aufgestellten italienischen Sturmtruppe.
In Fiume nahmen die Demonstrationen für Italien so zu, dass Truppen aus Italien, Frankreich, dem Vereinigten Königreich und aus den Vereinigten Staaten die Kontrolle über die Stadt übernehmen mussten. Italienische Grenadiere, die besonders mit der italienischsprachigen Bevölkerung sympathisiert hatten, mussten auf Befehl aus Paris am 25. August 1919 die Stadt wieder verlassen. Sieben Grenadieroffiziere baten daraufhin D’Annunzio, sich an die Spitze der Fiume-Bewegung zu stellen. D’Annunzio traf am 11. September 1919 in Ronchi dei Legionari bei Triest ein, wo sich bereits zahlreiche Freiwillige befanden, darunter Grenadiere und andere Soldaten der regulären Armee. Mit diesen rund 2500 als Legionären und Arditi bezeichneten Freischärlern marschierte er noch am selben Tag von Ronchi nach Fiume, das er am folgenden Tag zusammen mit der örtlichen Legione Fiumana besetzte. Er „proklamierte“ die Annexion der Stadt. Unter dem Eindruck der Feierlichkeiten zogen die alliierten Besatzungstruppen tatenlos ab.
D’Annunzios eigenmächtiges Vorgehen schuf ein schwieriges internationales Problem, das durch die Ausrufung der protofaschistischen italienischen Regentschaft am Quarnero noch verschärft wurde. Die italienische Regierung verhängte eine Blockade über die Stadt und forderte die Freischärler zur Aufgabe auf. Den am 12. November 1920 von Italien und Jugoslawien unterzeichneten Grenzvertrag von Rapallo ignorierte D’Annunzio. Daraufhin stellte General Enrico Caviglia, der mit der Lösung des Fiume-Problems beauftragt worden war, ein Ultimatum, das ebenfalls abgelehnt wurde. Nach dem Beschuss der Stadt durch das italienische Kriegsschiff Andrea Doria und den Kämpfen der „Blutigen Weihnacht“ vom 24. bis zum 29. Dezember 1920 übergaben die Freischärler schließlich die Stadt. Fiume wurde bis 1924 ein Freistaat und kam dann bis 1945 zu Italien.
Von September 1919 bis Dezember 1920 schlossen sich zahlreiche Soldaten der regulären italienischen Streitkräfte der Freischar D’Annunzios an. Ihrer Verfolgung als Fahnenflüchtige stand die aufgebrachte öffentliche Meinung entgegen, was die Militärführung und auch die demokratische Regierung in Bedrängnis brachte. Ab 1926 durften diese Soldaten ihre „Medaillen zum Gedenken an den Marsch auf Fiume“ an ihrer Uniform tragen. Damit wurde die von D’Annunzio gestiftete Auszeichnung von Italien übernommen. Auf dem Orden sind ein römisches Feldzeichen, der lateinische Spruch hic manebimus optime (dt. „hier wird es uns sehr gut ergehen“) und die für die Arditi des Ersten Weltkriegs typischen Dolche zu sehen. Die Farben des Ordensbandes entsprechen denen der Stadt Fiume zur Zeit der italienischen Herrschaft.

### Faschismus
Unter der Bezeichnung Arditi bildeten sich neben den Freischärlern D’Annunzios auch andere paramilitärische Gruppierungen, die unter dem Dach der Associazione Nazionale Arditi d’Italia den Faschismus bei der Machtergreifung unterstützten. Von den gleichnamigen Sturmtruppen des Ersten Weltkriegs übernahmen sie die schwarze Waffenfarbe und viele arbeitslose Kriegsveteranen. Sie trugen zur Formierung der Schwarzhemden bei, die als faschistische Kampfbünde zunächst die Bevölkerung terrorisierten und dann ab 1923 als sogenannte „Sicherheitsmiliz“ für Ordnung sorgen sollten. De facto handelte es sich um eine Parteiarmee, deren Aufbau von der regulären Armee mit großem Argwohn verfolgt wurde. Die schließlich in die Streitkräfte eingegliederten Schwarzhemden hatten mit den Arditi des Ersten Weltkriegs nur mehr die Waffenfarbe gemein, die Unterschiede in der militärischen Leistungsfähigkeit konnten kaum größer sein.
Linksgerichtete Kriegsveteranen der Arditi gründeten 1921 die antifaschistische Organisation Arditi del Popolo.